# Erasmus Gaß
Erasmus Gaß (* 1971 in Oberelsbach) ist ein deutscher römisch-katholischer Theologe und Alttestamentler.

## Leben
Er besuchte von 1981 bis 1990 das Rhön-Gymnasium Bad Neustadt. Er studierte die katholische Theologie am Pontifical University Maynooth (1994–1995) und an der Universität Würzburg (1992–1997), wo er von 1996 bis 1997 studentische Hilfskraft am Lehrstuhl für Altes Testament war. Während der Promotion (1997–2001) im Fach Altes Testament in Würzburg war er dort von 1997 bis 1999 wissenschaftlicher Mitarbeiter am Lehrstuhl für Altes Testament. Von 1999 bis 2002 war er wissenschaftlicher Assistent am Lehrstuhl für Altes Testament der Universität Würzburg. Von 2002 bis 2008 war er wissenschaftlicher Mitarbeiter an der Abteilung für Altes Testament der Universität Tübingen (DFG-Projekt). Nach der Habilitation (2005–2008) im Fach Altes Testament in Tübingen vertrat er von 2009 bis 2010 den Lehrstuhl Hermann-Josef Stipps an der Universität München. Im Wintersemester 2010/2011 war Visiting Scholar an der Lutheran School of Theology at Chicago bei Klaus-Peter Adam. Im Sommersemester 2011 hatte er einen Lehrauftrag an der Goethe-Universität bei Thomas Schmeller. Im Wintersemester 2011/2012 lehrte er als Gastprofessor an der Universität Eichstätt-Ingolstadt bei Burkard Zapff. Im Sommersemester 2012 unterrichtete er als Hebräischdozent am Propädeutikum des Priesterseminars Bamberg. Im Wintersemester 2012/2013 vertrat er den Lehrstuhl Irmtraud Fischers an der Universität Graz und war wissenschaftlicher Assistent bei Hermann-Josef Stipp in München. Im Sommersemester 2013 vertrat er weiterhin den Lehrstuhl Irmtraud Fischers in Graz. Im Wintersemester 2013/2014 vertrat er den Lehrstuhl Maria Häusls an der TU Dresden. Seit Sommersemester 2014 lehrt er als ordentlicher Professor für Biblische Einleitung und biblische Hilfswissenschaften an der Theologischen Fakultät Trier. Seit dem 1. Juni 2018 leitet er als Direktor das Emil-Frank-Institut in Wittlich.
Seit 1. April 2021 ist er Inhaber des Lehrstuhls für Altes Testament an der Universität Augsburg.
Seine Forschungsschwerpunkte sind Biblische Archäologie, historische Topographie, nordwestsemitische Epigraphik und Josua- und Richterbuch.

## Schriften (Auswahl)
- „Ein Stern geht auf aus Jakob“. Sprach- und literaturwissenschaftliche Analyse der Bileampoesie (= Arbeiten zu Text und Sprache im Alten Testament. Band 69). EOS-Verlag, Sankt Ottilien 2001, ISBN 3-8306-7076-1 (zugleich Dissertation, Würzburg 2001).
- Die Ortsnamen des Richterbuches in historischer und redaktioneller Perspektive (= Abhandlungen des Deutschen Palästina-Vereins. Band 35). Harrassowitz, Wiesbaden 2005, ISBN 3-447-05108-6.
- Die Moabiter. Geschichte und Kultur eines ostjordanischen Volkes im 1. Jahrtausend v. Chr. (= Abhandlungen des Deutschen Palästina-Vereins. Band 38). Harrassowitz, Wiesbaden 2009, ISBN 978-3-447-05908-4 (zugleich Habilitationsschrift, Tübingen 2007).
- als Herausgeber mit Hermann-Josef Stipp: „Ich werde meinen Bund mit euch niemals brechen!“ (Ri 2,1). Festschrift für Walter Groß zum 70. Geburtstag (= Herders biblische Studien. Band 62). Herder, Freiburg/Basel/Wien/Barcelona/Rom/New York 2011, ISBN 3-451-34115-8.
- als Herausgeber mit Walter Groß: Arbeiten zum Richterbuch und seinen Völkernamen (= Stuttgarter biblische Aufsatzbände. Altes Testament. Band 54). Katholisches Bibelwerk, Stuttgart 2012, ISBN 3-451-34115-8.
- als Herausgeber: Menschliches Handeln und Sprechen im Horizont Gottes. Aufsätze zur biblischen Theologie (= Forschungen zum Alten Testament. Band 100). Mohr Siebeck, Tübingen 2015, ISBN 3-16-153902-8.
- Im Strudel der assyrischen Krise (2. Könige 18–19). Ein Beispiel biblischer Geschichtsdeutung (= Biblisch-Theologische Studien. Band 166). Neukirchener Theologie, Neukirchen-Vluyn 2016, ISBN 3-7887-3072-2.